# Michel-Louis Lamy
Michel-Louis Lamy dit l'aîné, né le 2 novembre 1728 à Caen et mort le 12 novembre 1800 dans la même ville
, est un négociant français, député aux États généraux de 1789.

## Éléments biographiques

### Carrière professionnelle
Michel-Louis Lamy était négociant à Caen en 1755, quand il achète la charge de lieutenant dans la Compagnie de la milice bourgeoise, avant la charge de capitaine en 1780. Dès les années 1770, il donne ses conseils à la juridiction de consulaire de Caen. En novembre 1782, il est inscrit sur la liste de 62 négociants et marchands devant élire les nouveaux consuls. En décembre 1785, il est élu troisième consul (élection dénoncée par le garde des sceaux Miromesnil parce qu'il est protestant).
En février 1786, il devient adjoint au consistoire protestant où, dès le lendemain de l’Édit de 1787, il prend une place importante.

### La Franc-maçonnerie
En 1784, il est initié franc-maçon dans la loge Union et Fraternité à Caen, où il exerce la fonction de Secrétaire en 1785 et d'Orateur en 1788. Il fréquente Gabriel de Cussy, futur député du Tiers état, également Franc-Maçon et membre de la Loge Cœurs sans Fard à Caen. Il quitte la loge au moment de sa dissolution en 1793.

### États généraux et Assemblée constituante
Le 26 novembre 1789 il est chargé de réunir les négociants et armateurs de Caen pour désigner deux députés à l'Assemblée du Tiers état de la ville et le même jour désigné par les officiers de la milice bourgeoise (dont beaucoup sont protestants) comme un de leurs deux députés.
Le 28 février 1789, il est élu à l'assemblée générale de la ville. choisi (ainsi que De Cussy) comme un des six commissaires rédacteurs du cahier du Tiers état de la ville
Le 17 mars 1789, il est l'un des trois commissaires rédacteurs du bailliage de Caen, chargés de la refonte des cahiers en vue des États généraux de 1789.
Élu 3e sur 6 députés le 24 mars 1789, il est membre de l'Assemblée constituante. Il est membre du Comité des Subsistances (nommé le 19/6/1789).
Il prend un congé de six semaines pour affaires à partir du 4 novembre 1790.
Dans son discours imprimé mais non prononcé, sur les récompenses en général, il considère que celles-ci ne doivent être accordées que par le monarque et qu'un seul individu ne peut jouir de plus d'une récompense (4 novembre 1790).
Le 21 janvier 1790, il déclare que l'Assemblée ayant décrété la responsabilité des ministres, il faut aussi qu'elle décrète celle des chefs de bureau de l'administration et leur inamovibilité sous certaines conditions.
Après le 9 thermidor, il rentre dans la municipalité de Caen où il exerce des responsabilités jusqu'à sa mort.